# Палм Шорс (Флорида)
Палм Шорс (енгл. Palm Shores) град је у америчкој савезној држави Флорида. По попису становништва из 2010. у њему је живело 900 становника.

## Демографија
Према попису становништва из 2010. у граду је живело 900 становника, што је 106 (13,4%) становника више него 2000. године.
| Група             | 2000.       | 2010.       |
| Белци             | 673 (84,8%) | 719 (79,9%) |
| Афроамериканци    | 35 (4,4%)   | 61 (6,8%)   |
| Азијати           | 26 (3,3%)   | 25 (2,8%)   |
| Хиспаноамериканци | 34 (4,3%)   | 65 (7,2%)   |
| Укупно            | 794         | 900         |